# Chloroclystis cotinaea
Chloroclystis cotinaea là một loài bướm đêm trong họ Geometridae.